# Ньясаленд
Ньясаленд (англ. Nyasaland) — британська колонія у Південній Африці (1907—1953), на озері Ньяса. У 1953—1963 роках колонія входила до складу Федерації Родезії та Ньясаленду. У 1963 знову отримала статус незалежної території з обмеженою автономією, цього разу під назвою Малаві. Цю ж назву має країна після здобуття незалежності в 1964 році.

### Протекторат Великої Британії
З середини XIX століття почалася колонізація території нинішнього Малаві. У 1891 році був створений протекторат Великої Британії Ньясаленд, а в 1892 році був поділений на бл. 10 районів. У 1902 році, згідно британського законодавства, губернатор розглянув усі приватні ділянки Ньясаленду як Коронні Землі (англ. Crown Land), які могли бути забрані без згоди її мешканців. Але в 1904 р. губернатор отримав інший дозвіл на резервування районів і не розділяти їх за національними ознаками (англ. Native Trust Land). У 1907 році протекторат перейшов повністю під колоніальний контроль Британії. Територія займала площу 102,564 км². Серед місцевих племен постійно спалахували повстання, найбільше сталося 1915 року. Після Першої світової війни у 1918 році Ньясаленд потерпав від голоду. Голод також стався в 1920, 1924 та 1949 роках спричинений в основному посухою, нестачею їжі та байдужістю уряду. До 1920 року близько 5 % проданого врожаю було тютюнового тютюну, виробленого африканськими фермерами, і до 1924 року це збільшилося до 14 %. У 1934 році кількість населення складала 6,930,000 чол. У 1929-1933 рр. внаслідок Великої депресії виробництво чаю і тютюну дуже скоротилося. У 1936 році за новим законом заборонявся вільний розподіл земель. У 1944 році створена перша політична організація африканців «Африканський Конгрес Ньясаленду». У 1953—1963 роках Ньясаленд входив до складу Федерації Родезії та Ньясаленду. Ньясаленд й далі залишався протекторатом, а його губернатори зберігали управління у місцевому адмініструванні, трудових та професійних спілках, початковій та середній освіту населення Ньясаленду, сільському та лісовому господарстві, а також внутрішніми справами поліції. У 1959 році було введено надзвичайний стан у країні і заарештовано лідера визвольного руху Хастінгс Банда. У вересні «Африканський Конгрес Ньясаленду» перетворений у «Партію конгресу Малаві». В 1961 році була прийнята нова конституція, за якою африканці вперше отримали виборче право. 1 лютого 1963 року Ньясаленд оголошено самоврядною територією.

## Малаві (королівство Співдружності)
Територія держави перебувала під британським управлінням до 1964 року, коли Акт британського парламенту трансформував колонію у незалежну суверенну державу на чолі з Британським монархом. Голова держави одночасно також був очільником інших країн-членів Співдружності, його роль виконував призначений Генерал-губернатор.
У країні діяла система демократії на чолі з очільником уряду — Прем'єр-міністром. У 1966 році систему було змінено запровадженням нової Конституції, королівство проголошувалося республікою, але новоутворена держава зберегла за собою членство у Співдружності націй.